# ألبرتوس بيرك
ألبرتوس بيرك (1887 – 14 مايو 1919) هو مبارز بالسيف هولندي راحل، مثّل بلاده في الألعاب الأولمبية الصيفية 1912.

## روابط خارجية
ألبرتوس بيرك على موقع أوليمبيديا (الإنجليزية)